# アスティルグループ
アスティルグループは、株式会社メビウスが運営する宿泊施設およびサウナ施設を提供するグループである。主に東京都と大阪府で展開されている。

## 概要
アスティルグループは、東京都と大阪市を中心にビジネスホテルや男性専用のサウナ施設を展開している。客室や大浴場・露天風呂などの温浴設備。また、サウナ施設ではドライサウナ・スチームサウナ・ミルキーバスなどのサービスを提供している。
また、ホテル運営と連携する形で、リネンサプライ事業やホテル客室清掃事業も自社で展開しており、自社ホテルへの供給・運営のみならず、他社ホテルや施設に対してもリネンの提供や客室清掃の受託を行っている。

## 施設
- オアシスサウナ アスティル（東京都港区新橋） - 東京都新橋に所在する男性専用サウナ施設[1][2]。

- アスティルホテル新大阪 プレシャス（大阪市淀川区） - 2017年に開業し、2024年に大規模リニューアルが行われたビジネスホテル[3]。

- アスティルホテル十三 プレシャス（大阪市淀川区） - 2020年に開業したビジネスホテル[4]。

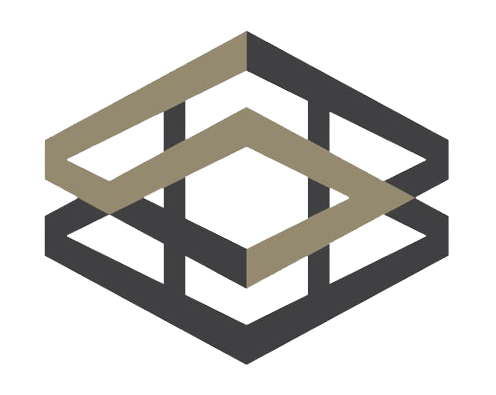
アスティルホテルのロゴ

## 事業
- リネンサプライ事業 （大阪府大東市）-  2019年6月に新事業として開始。大阪府大東市に工場を開設し、リネン類の洗濯および回収を自社および他社ホテル向けに行っている。
- ホテル客室清掃事業 - 自社ホテルのほか、他社ホテルの客室清掃業務も受託している。

## 沿革
- 2003年7月1日 - 『オアシスサウナ アスティル』が東京都新橋に開業[1]
- 2017年1月21日 - 『アスティルホテル新大阪』が大阪市に開業[3]
- 2019年6月 - リネンサプライ事業を立ち上げ、大阪府大東市にリネン工場を開設
- 2020年1月29日 - 『アスティルホテル十三 プレシャス』が大阪市に開業[4]
- 2022年3月 - 他法人向けの客室清掃事業を開始。『ホテルアゴーラ大阪守口（175室）』の客室清掃を受託。
- 2024年4月 - 『ＮＯＫＵ大阪（149室）』の客室清掃を受託。
- 2024年4月 - 『アスティルホテル新大阪 プレシャス』としてリニューアルオープン[3]
- 2025年7月（予定） - 『ホテルアインズ大阪門真市駅前〜ととのい乃湯〜（200室）』の客室清掃を受託予定（開業準備中）。